# Албанский полк
Албанский полк (фр. Régiment albanais; фр. Pandours d'Albanie) — французский волонтёрский полк времён Первой империи, созданный на базе греческого легиона русской службы.
Французы опасались нелояльности местных жителей, особенно ввиду надвигавшейся отечественной войны 1812 года, усилившей полк итальянцами. В полку часто вспыхивали распри между албано-грекоязычными сулиотами, греками из других областей, итальянцами.
После того, как Ионические острова перешли во владение англичан, полк был расформирован как ненадежная боевая единица.